# Communauté de communes Cap Sizun - Pointe du Raz
Pour les articles homonymes, voir Cap Sizun (homonymie) et Pointe du Raz.
La communauté de communes Cap Sizun - Pointe du Raz est une communauté de communes française, située dans le département du Finistère, en région Bretagne.

## Historique
La communauté de communes Cap Sizun - Pointe du Raz a été créée par arrêté préfectoral du 17 décembre 1993. Elle est le prolongement de plusieurs SIVU et SIVOM qu'elle a intégrés à sa création.

## Territoire communautaire

### Géographie
Située au sud-ouest  du département du Finistère, la communauté de communes Cap Sizun - Pointe du Raz regroupe 10 communes et s'étend sur 177,4 km2.

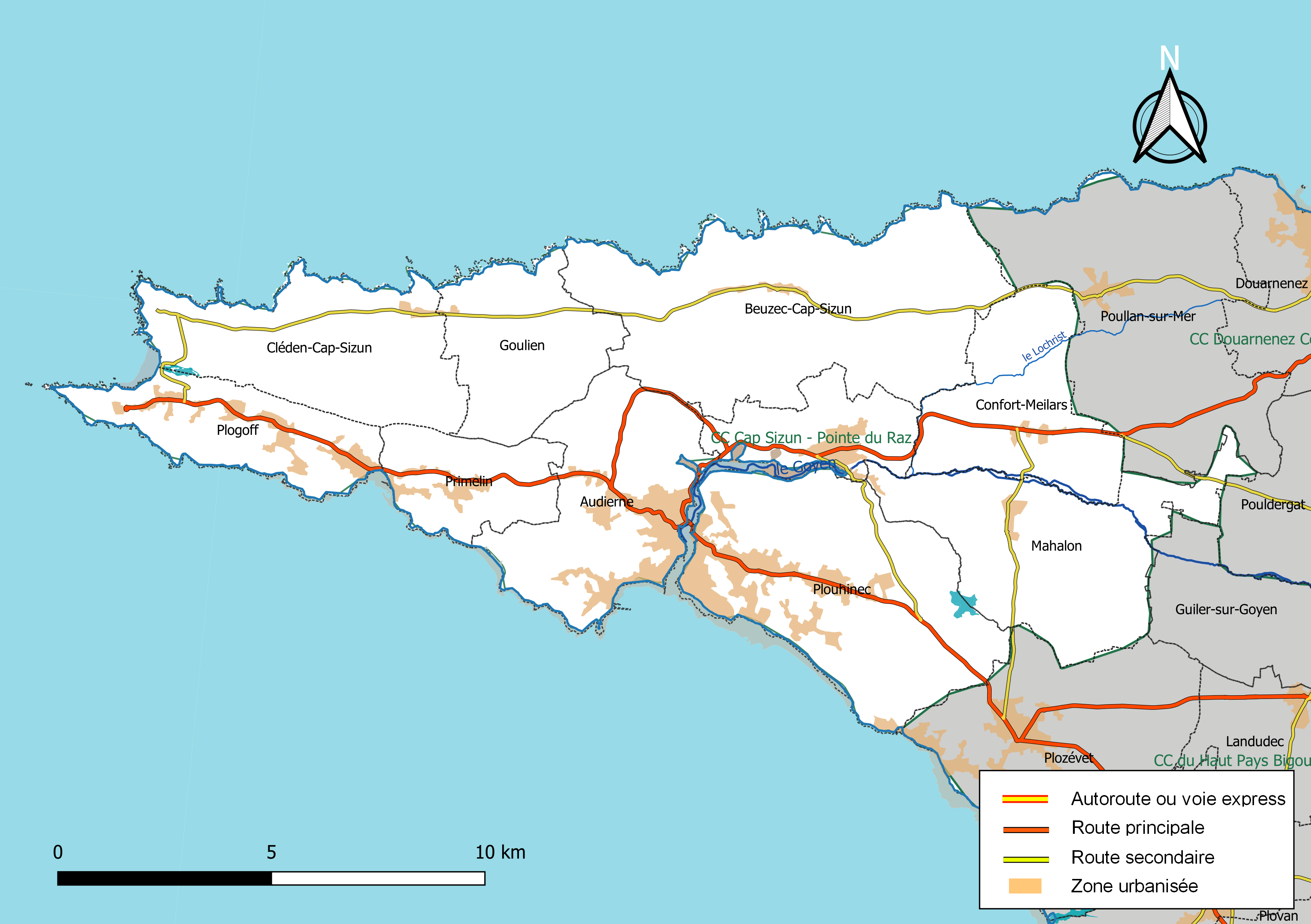
Carte de la communauté de communes Cap Sizun - Pointe du Raz au 1er janvier 2019.

### Composition

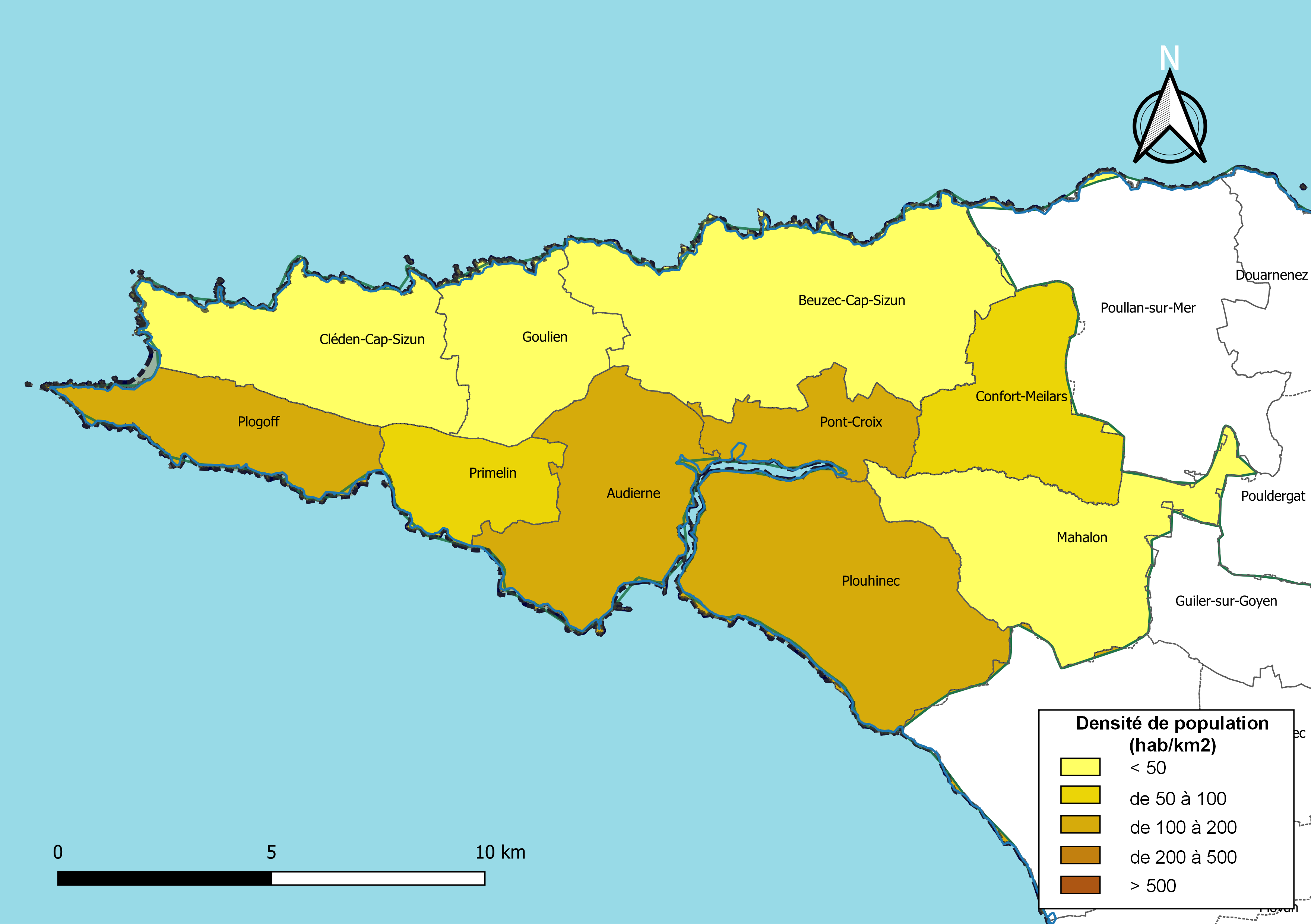
Carte des densités de population (millésimée 2016) des communes de la communauté de communes Cap Sizun - Pointe du Raz. Composition en communes au 1er janvier 2019.

Au 31 décembre 2015, elle réunissait onze communes, toutes situées dans le canton de Douarnenez.
À la suite de la fusion d'Esquibien dans Audierne au 1er janvier 2016, elle rassemble désormais 10 communes.
La communauté de communes est composée des 10 communes suivantes :

| Nom                | Code Insee | Gentilé       | Superficie (km2) | Population (dernière pop. légale) | Densité (hab./km2) |
| ------------------ | ---------- | ------------- | ---------------- | --------------------------------- | ------------------ |
| Pont-Croix (siège) | 29218      | Pontécruciens | 8,09             | 1 635 (2022)                      | 202                |
| Audierne           | 29003      | Audiernais    | 18,37            | 3 708 (2022)                      | 202                |
| Beuzec-Cap-Sizun   | 29008      | Beuzécois     | 34,54            | 1 018 (2022)                      | 29                 |
| Cléden-Cap-Sizun   | 29028      | Clédinois     | 19,08            | 912 (2022)                        | 48                 |
| Confort-Meilars    | 29145      | Meilaristes   | 14,68            | 860 (2022)                        | 59                 |
| Goulien            | 29063      | Gouliennois   | 12,77            | 440 (2022)                        | 34                 |
| Mahalon            | 29143      | Mahalonnais   | 21,39            | 1 010 (2022)                      | 47                 |
| Plogoff            | 29168      | Plogoffistes  | 11,73            | 1 166 (2022)                      | 99                 |
| Plouhinec          | 29197      | Plouhinécois  | 28,05            | 3 923 (2022)                      | 140                |
| Primelin           | 29228      | Primelinois   | 8,67             | 641 (2022)                        | 74                 |

### Évolution démographique
Selon l'Insee, la population de la communauté de communes est passée de 15 495 habitants en 2015 à 15 286 en 2021, soit une baisse de 1,3 % pendant cette période ; seules deux communes ont connu une hausse : Mahalon (+ 4,6 %) et Pont-Croix (+ 0,9 %), plusieurs connaissant des baisses notables : Primelin (— 11,4 %), Cléden-Cap-Sizun (— 4,6 %) ou encore Plogoff (- 2,5 %) et Plouhinec ( - 2 %) .

## Administration

### Siège
Le siège administratif de la communauté de communes se situe à Audierne, Rue Renoir. Le siège social est à Pont-Croix, 26 rue du docteur Neïs.

### Liste des présidents
| Période                                  | Période      | Identité          | Étiquette | Qualité                                                          |
| ---------------------------------------- | ------------ | ----------------- | --------- | ---------------------------------------------------------------- |
| avril 1998                               | avril 2001   | Jean-Paul Laporte | DVD       | Opticien Premier adjoint au Maire d'Audierne                     |
| avril 2001                               | avril 2014   | Bernard Le Gall   | DVG       | Hébergeur touristique Maire de Mahalon (1995 → )                 |
| avril 2014                               | juillet 2020 | Bruno Le Port     | SE        | Retraité de la Marine marchande Maire de Plouhinec (2014 → 2020) |
| juillet 2020                             | En cours     | Gilles Sergent    | DVD       | Agriculteur Maire de Beuzec-Cap-Sizun (2014 → )                  |
| Les données manquantes sont à compléter. |              |                   |           |                                                                  |

### [8]Compétences
L'intercommunalité exerce les compétences qui lui ont été transférées par les communes membres, dans les conditions définies par le code général des collectivités territoriales. Ces compétences ont évolué à plusieurs reprises.

### Régime fiscal et budget
La communauté d'agglomération est un établissement public de coopération intercommunale à fiscalité propre.
Afin de financer l'exercice de ses compétences, l'intercommunalité perçoit la fiscalité professionnelle unique (FPU) – qui a succédé à la taxe professionnelle unique (TPU) – et assure une péréquation de ressources entre les communes résidentielles et celles dotées de zones d'activité.